# Incidence of Catastrophe
|  | Denne artikel er oprettet af botten PalnaBot ud fra en ekstern database. Den kan derfor have sproglige fejl eller mangler. Denne skabelon kan fjernes efter kontrol af indholdet. |

Incidence of Catastrophe er en eksperimentalfilm instrueret af Gary Hill efter manuskript af Gary Hill.

## Handling
Videoen bygger på et litterært forlæg, nemlig »Thomas l'Obscure« af den franske forfatter og filosof Maurice Blanchot. Teksten såvel som videoen handler om en grundlæggende meningsløshed eller intethed i familie med døden, som ligger og lurer under de daglige gøremål. I videoen ser vi de spinkle menneskelige forsvarsværker bryde sammen for hovedpersonen (spillet af Gary Hill selv), og vi følger hans gradvise opløsning som menneske indtil det punkt, hvor selv sproget forsvinder. En klassiker inden for videokunsten.